# Gideon Brecher
Gideon Brecher (12 de enero de 1797 - 14 de mayo de 1873), también conocido como Gedalías ben Eliezer fue un escritor y médico austríaco. Brecher era tío, por matrimonio, del bibliógrafo y orientalista Moritz Steinschneider.

## Biografía
Brecher nació en Prossnitz, Moravia. Fue el primer judío de Prossnitz en estudiar medicina o cualquier otra rama profesional. Brecher se escialicó en cirugía y obstetricia en Budapest en 1824. Recibió su doctorado de medicina de la Universidad de Erlangen en 1849. Su tesis fue Das Transcendentale , Magie und Magische Heilarten im Talmud (Viena, 1850).
La fama de Brecher en la literatura judía se basa principalmente en el trabajo y en su lúcido comentario sobre el "Cuzari" de Judah ha -Levi , que apareció en cuatrto tomos (Praga, 1838-1840). La correspondencia de Brecher con Samuel David Luzzatto al respecto de esta publicación también fue publicado.
Además de las muchas contribuciones a revistas y colecciones científicas y literarias , y algunos importantes "Gutachten" (opinión de expertos) sobre las cuestiones sociales y religiosas que le presentaron los funcionarios del gobierno imperial y locales, Brecher es el autor de una monografía sobre la circuncisión, Die Beschneidung der Israeliten (Viena, 1845) , con una introducción de R. Hirsch Fassel de Prossnitz , y un apéndice sobre la circuncisión entre las naciones semíticas , por Moritz Steinschneider. Brecher también escribió Die Unsterblichkeitslehre des Israelitischen Volkes (Viena, 1857), cuya traducción francesa apareció en el mismo año por Isidoro Cahen, y Eleh ha- Ketubim ser - Shemot, una concordancia de nombres propios bíblicos, parte de la cual fue revisada y publicada después de su muerte por su hijo Adolf Brecher.

## Algunas publicaciones
- Das Transcendetale , Magie , und Magische Heilertarten im Talmud  (Viena Klopf und Eurich , 1850)
- L' immortalité de l' âme chez les Juifs  (A. Franck, 1857)
- Die Beschneidung der Israeliten , etc (Viena, 1845 )
- Die Unsterblichkeitslehre des Israelitischen Volkes (Viena, 1857 )
- Eleh ha- Ketubim ser - Shemot